# Bajkál (rakétaerősítő)

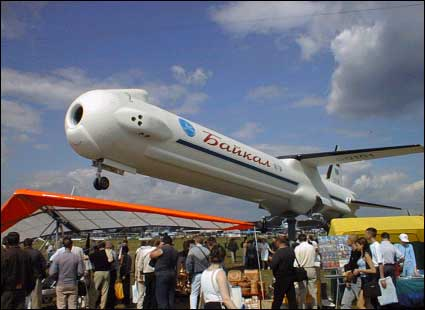
Gyorsítórakéta makettje a párizsi légikiállításon

A Bajkal (oroszul: Байкал) tervezett újrafelhasználható visszatérő gyorsítórakéta volt az Angara rakétacsaládhoz az Angara Univerzális Rakétamodul alapján 2001-ben. A tervezését az NPO Molnnyija tervezőiroda végezte a Hrunyicsev Gépgyár, a Buran űrrepülőgép irányítórendszerének felhasználásával.

## Leírás
A gyorsítórakétát egy RD–191 folyékony hajtóanyagú rakétahajtóművel  szerelték fel, amely kerozint és folyékony oxigént éget, hogy körülbelül 200 tonna tolóerőt biztosítson. Emellett felszerelték egy összecsukható szárnnyal, amelyet a jármű testével párhuzamosan tároltak a gyorsítórakéta fázisában. Miután elvált az Angara hordozórakéta második fázisától kb. 75 kilométeres magasságban és Mach 5,6 (5 800 km/h; 3 600 mph) sebességgel, a Bajkal szárnya 90 fokkal elfordul, és a gyorsítórakéta fejjel lefelé siklik, csökkentve a sebességet. Miután a gyorsítórakéta szubszonikus sebességre csökkent, egy fordulatot hajtanak végre, és egy  RD-33 sugárhajtóművet indítanak el az orr részében, hogy visszarepüljenek a kilövőhelyre, és egy vízszintes hajtóműves leszállást hajtsanak végre egy kifutópályán. Az anyagi előnyök mellett ez a folyamat jelentősen csökkenti a lehulló űrszemét kockázatát. Ennek a kockázatnak a csökkentése fontos volt, mivel az Angara rakétákat a Pleszeck űrrepülőtérről indítják.

## Fejlesztés
Egy teljes méretű mérnöki makettjét a Bajkálnak a 2001. júliusi Párizsi Légiszalonon állították ki. Hasonló maketteket teszteltek a Központi Aero- és Hidrodinamikai Intézet (CAGI) szélcsatornáiban, 0,5 - 10 Mach sebességekkel. Azonban a Khrunichev Központ képviselőinek nem hivatalos nyilatkozatai szerint hosszú fejlesztési program lett volna a statikus modellek gyártásáig, és a Le Bourget-ben bemutatott makett jelentősen különbözik megjelenésben és tervezésben attól a Bajkáltól, amely valójában el fog indulni.
2016 júniusáig az fejlesztés lényegében befejeződött, de a visszanyerhető kiegészítő repülő prototípusának gyártására szánt finanszírozás hiányzott a várhatóan alacsony indítási arány miatt.

## Fordítás
Ez a szócikk részben vagy egészben  a   Baikal (rocket booster) című angol Wikipédia-szócikk ezen változatának fordításán alapul.  Az eredeti cikk szerkesztőit annak laptörténete sorolja fel. Ez a jelzés csupán a megfogalmazás eredetét és a szerzői jogokat jelzi, nem szolgál a cikkben szereplő információk forrásmegjelöléseként.